# Lars Jönsson (tennista)
Lars Jönsson (Göteborg, 27 giugno 1970) è un ex tennista svedese.

## Carriera
Ottenne il suo best ranking in singolare il 7 ottobre 1991 con la 67ª posizione, mentre nel doppio divenne il 4 ottobre 1993 il 387º del ranking ATP.
Nel 1991, raggiunse la sua unica finale in un torneo del circuito ATP, uscendone, tuttavia, sconfitto. Ciò avvenne al Wellington Classic, torneo che si tenne a Wellington, in Nuova Zelanda, su cemento; in quell'occasione, dopo aver sconfitto al primo turno la testa di serie numero due, il russo Aleksandr Vladimirovič Volkov e, tra gli altri, anche la testa di serie numero sei, l'italiano Omar Camporese, venne superato in finale dall'australiano Richard Fromberg con il punteggio di 1-6, 4-6, 4-6.
Nello stesso anno, raggiunse il quarto turno degli Australian Open, miglior risultato ottenuto nei tornei del Grande Slam. Vinse in carriera, inoltre, tre tornei in singolare del circuito ATP Challenger Series.

## Statistiche

### Tornei ATP

#### Sconfitte in finale (1)
| Legenda                                              |
| Grande Slam (0)                                      |
| ATP World Tour Finals (0)                            |
| ATP Super 9 / ATP Masters Series (0)                 |
| ATP Championship Series / ATP International Gold (0) |
| ATP World Series / ATP International Series (1)      |

| N. | Data             | Torneo                         | Superficie | Avversario in finale | Punteggio     |
| 1. | 31 dicembre 1990 | Wellington Classic, Wellington | Cemento    | Richard Fromberg     | 1-6, 4-6, 4-6 |

### Tornei minori

#### Singolare

##### Vittorie (3)
| Legenda tornei minori |
| Challenger (3)        |
| Futures (0)           |

| N. | Data              | Torneo                          | Superficie  | Avversario in finale | Punteggio     |
| 1. | 10 luglio 1989    | Tampere Open, Tampere           | Terra rossa | Andres Võsand        | 7-5, 6-7, 6-4 |
| 2. | 4 ottobre 1993    | Monterrey Challenger, Monterrey | Cemento     | Lan Bale             | 6-2, 6-3      |
| 3. | 23 settembre 1996 | Macedonian Open, Skopje         | Terra rossa | József Krocskó       | 6-3, 6-1      |